# Stenotrophobacter terrae
Stenotrophobacter terrae es una bacteria gramnegativa del género Stenotrophobacter. Fue descrita en el año 2016, es la especie tipo. Su etimología hace referencia a tierra. Es aerobia e inmóvil. Catalasa y oxidasa negativas. Tiene un tamaño de 0,4-0,7 μm de ancho por 1-2,5 μm de largo. Crece de forma individual o en parejas. Forma colonias circulares, convexas, brillantes, de color rosa y con márgenes regulares. Temperatura de crecimiento entre 17-40 °C, óptima de 29-35 °C. Tiene un tiempo de duplicación de 11,9 horas. Tiene un contenido de G+C de 58,5%. Se ha aislado de suelo agrícola en Mashare, Namibia. 